# St. Pantaleon (Lohne)

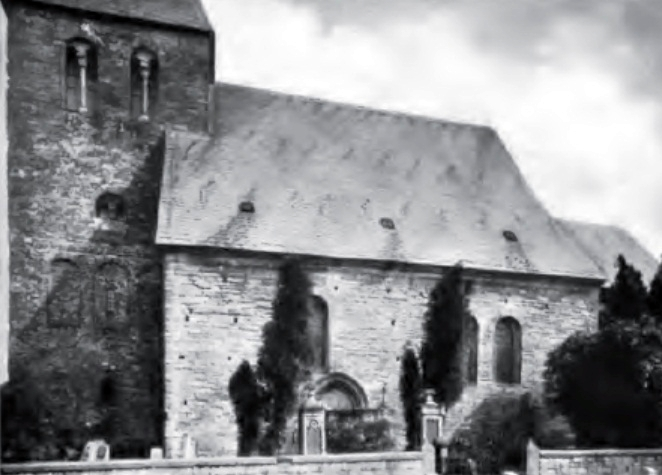
Evangelische Kirche in Lohne, Ansicht von 1899

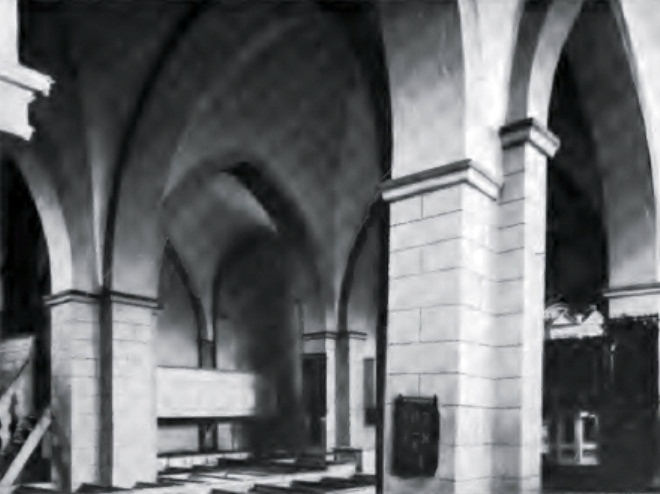
Innenansicht der Kirche, Zustand von 1899

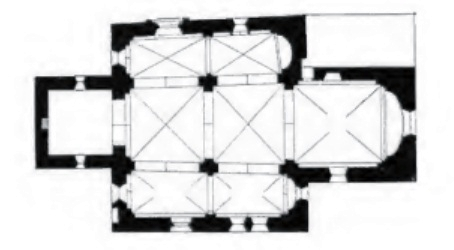
Grundriss von 1902 nach Albert Ludorff

Die evangelische Pfarrkirche St. Pantaleon ist ein denkmalgeschütztes Kirchengebäude in Lohne, einem Ortsteil der Gemeinde Bad Sassendorf im Kreis Soest in Nordrhein-Westfalen. Zur 1973 gegründeten Kirchengemeinde gehören die hier beschriebene Kirche und die Pfarrkirche in Bad Sassendorf. Die Pfarrgeschichte beider Kirchen verlief weitgehend ähnlich, da Abhängigkeiten zwischen der Mutterkirche in Lohne und der Filialkirche in Bad Sassendorf bestanden. Die Gebäude allerdings unterscheiden sich wegen der unterschiedlichen Entstehungszeiten.

## Geschichte,  Architektur und Ausstattung

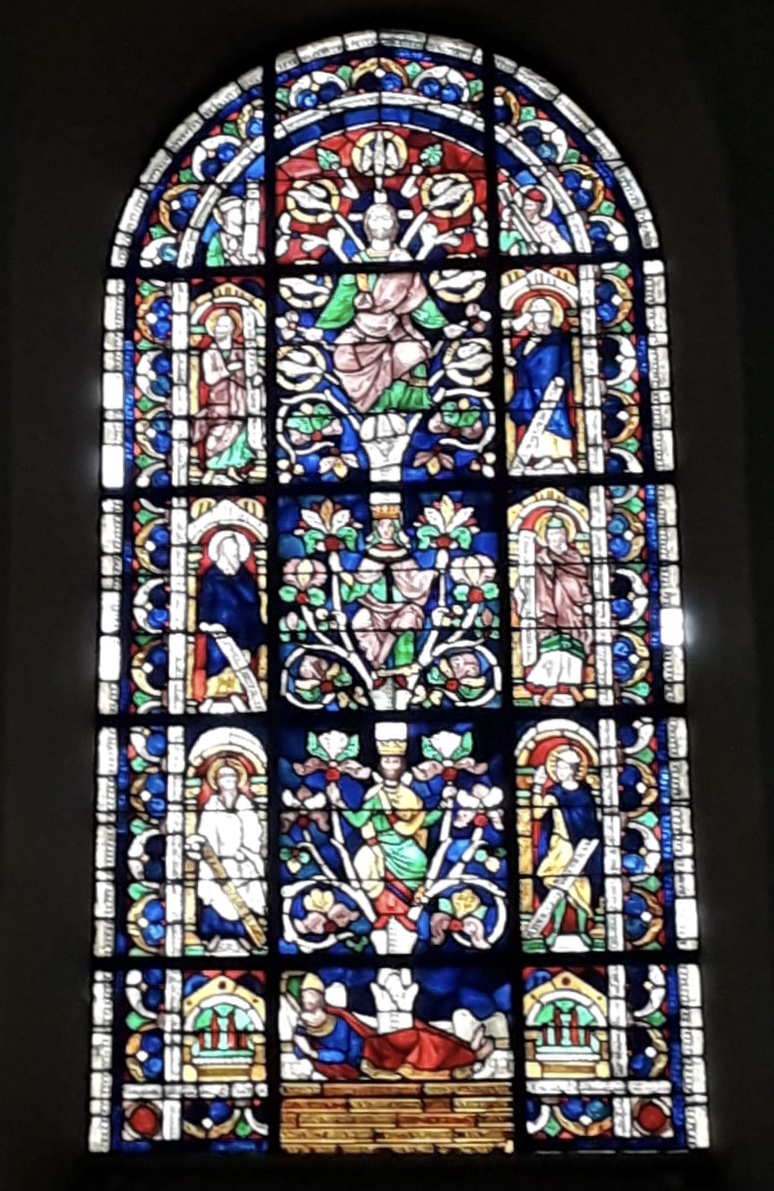
Wurzel-Jesse-Fenster, Kopie des Originals aus dem 13. Jahrhundert

In Urkunden aus den Jahren 1279 und 1299 wurden Pfarrer erwähnt, einer wurde Dominus Gerlacus plebanus in lon (Pfarrer Gerlach in Lohne) genannt. Die erste urkundliche Überlieferung der Kirche ist von 1313. In dieser Urkunde wurde auch der Kirche in Bad Sassendorf das Taufrecht eingeräumt. Als weltlicher Patron sollte der Abt von St. Pantaleon in Köln fungieren. Es muss ein Vorgängerbau existiert haben, da im heutigen Gebäude wiederverwendete ältere Teile erhalten sind. Die Kirche untersteht, ebenso wie die Mutterkirche in Köln, dem Patrozinium des Hl. Pantaleon. Als erster evangelischer Pfarrer ist für 1534 ein Predicant Antonius Smedes urkundlich erwähnt. Da er in dem Ruf stand, den Täufern anzugehören, musste er noch im selben Jahr sein Amt aufgeben. Vor dem Rat der Stadt Soest wies er diesen Verdacht von sich, trotzdem wurde er zeitweise in Arrest genommen und dann des Landes verwiesen. In der Soester Börde setzte ab 1548 die Rekatholisierung ein und es kam wieder ein katholischer Pfarrer; sein Name war Franz von Lynne. Er wurde von den Gemeindemitgliedern nicht sonderlich geachtet. Es gingen Beschwerden über seine Amtsführung ein. Er soll weder seinen Dienst regelmäßig versehen haben noch das Wort Gottes gepredigt haben. Von Lynne wurde 1562 durch den evangelischen Pfarrer Jost Kranen abgelöst; seit dieser Zeit ist die Gemeinde durchgehend evangelisch. Der Pfarrer Christoph Wilhelm Forstmann war von 1761 bis 1783 im Amt. Er arbeitete im Nebenberuf als Uhrmacher, Schmied, Kupferstecher und Glasmacher. Im Volksmund trug er den Namen Uhrenpastor. Die durch diese Tätigkeiten erzielten Gewinne spendete Forstmann 1768 für den Neubau einer Schule. Von dieser Schule ist ein Balken mit der Inschrift Zu Gottes Ehr und unsrer Freude, zu unsrer Kinder Unterricht, steht dieses beßre Schulgebäude. Uns reuen solche Kosten nicht. Anno 1768 erhalten. Forstmann wurde in St. Pantaleon beerdigt, seine Grabplatte ist erhalten. Das Gebäude ist eine dreischiffige Hallenkirche zu zwei Jochen, der Chor schließt gerade. Die Kirche steht inmitten des alten Friedhofes, der mit seinen verschiedenartigen Grabsteinen und besonderem Bewuchs als einer der schönen alten Friedhöfe in Westfalen gilt.
Als Baumaterial fand Grünsandstein aus benachbarten Steinbrüchen Verwendung. Der Bau ist den Kirchen in Weslarn und Neuengeseke ähnlich, die wahrscheinlich beide älteren Datums sind, und zeigt die Merkmale des Überganges von der Romanik zur Gotik. Mit dem Bau des Langhauses wurde um 1230 begonnen. Es wirkt etwas unregelmäßig, da es sich nach Osten verbreitert; die Seitenschiffe wurden entsprechend angebaut. Der leicht in das Schiff eingezogene Turm, von der ersten Hälfte des 12. Jahrhunderts, ist 40 Meter hoch. Nach einem Brand im Jahr 1624 erhielt der Helm sein heutiges Aussehen. Der Turm hat vier Geschosse, deren Wände durch Mauerblenden und Fenster gegliedert sind. Das Glockengeschoss wurde mit zwei Schallarkaden ausgestattet, in deren Mitte eine romanische Mittelsäule steht. Die Wände des Langhauses sind durch Rundbogenfenster gegliedert. Das Gebäude kann durch Portale in der Süd- und Nordwand betreten werden. Das Hauptportal in der Nordwand ist mehrfach gestuft und spitzbogig überwölbt. Die acht Ecksäulen sind eingestellt. Das Tympanon im Bogenfeld passt vom Stil her nicht zu dem Gebäude, vermutlich ist es Teil eines Vorgängergebäudes. Das Nordportal springt, anders als das Südportal, aus der Wand vor. Die große Nische in der Westwand, mit einem vergitterten Fenster, ist das sogenannte Hungerloch. Nur von hier aus war es Büßern und Aussätzigen erlaubt, am Gottesdienst teilzunehmen. Die Sakristei wurde um 1700 an die Nordwand angebaut und diente bis etwa 1880 als Feuerwehrraum.
Der Innenraum ist weitgehend gotisch gestaltet. Die spitzbogigen Kreuzgratgewölbe steigen hoch auf, sie werden von starken Schild- und Gurtbögen gestützt. Die Gurtbögen in den Seitenschiffen ruhen auf einer erhöhten Konsole. Die Seitenschiffe schließen jeweils mit einer runden Altarnische; das Fenster der nördlichen Nische wurde vermauert. Der Innenraum erhielt bei einer Renovierung im Jahr 1954 weitgehend sein heutiges Erscheinungsbild. Vorher standen an den Wänden Emporen, um die Trennung der Kirchenbesucher nach Geschlechtern zu gewährleisten. Die Männer saßen auf den Emporen oder unter dem Turm, die Frauen nahmen im Mittelschiff Platz. Für die Mitglieder der neun Patrizierfamilien war die im Chorraum stehende Lohnherrenbühne reserviert, die Bediensteten benutzten die Knechtsbühne, die im nördlichen Schiff stand. Bei Renovierungsarbeiten im Jahr 1954 wurden in der nördlichen Chorwand drei Bogennischen aufgedeckt, in der östlichen Wand wurde das Bild mit der Darstellung eines jungen Königs freigelegt. Das Bild vom dritten Viertel des 13. Jahrhunderts ist wohl der Überrest von einem Bild mit der Anbetung der Könige. Der König wendet sich nach links, er trägt einen rotbraunen Mantel und eine Krone. In seinen Händen hält er ein Gefäß. Rechts von dieser Darstellung ist eine Steinplatte vom 14. in die Wand eingelassen. Sie ist mit einer Ritzzeichnung geschmückt und zwei Figuren, die sich in abwehrender Haltung gegenüberstehen.
Das farbige Glasfenster in der Ostwand gilt als ältestes Kirchenfenster in Westfalen. Es entstand zu Anfang des 13. Jahrhunderts und zeigt die Wurzel Jesse. Derzeit ist eine Kopie des Originalfensters vorhanden. Die Kopie ist eine Arbeit von Victor von der Vorst von 1910. Das Original wird im Landesmuseum in Münster gezeigt. Es wurde im Zweiten Weltkrieg stark beschädigt. Im unteren Teil des Fensters ist eine Inschrift mit der Information, als Vorlage habe ein Fenster der Kathedrale in Chartres gedient. Der Stammbaum fängt im unteren Drittel mit dem schlafenden Jesus an und wird darüber mit David, Maria und Christus fortgesetzt. Diese Darstellung wird von acht Propheten begleitet, die in ihren Händen Spruchbänder halten. Die sogenannte Grabesnische steht an der äußeren Wand des nördlichen Seitenschiffes. Sie ist spitzbogig und mit einem Tonnengewölbe ausgestattet. In früherer Zeit wurde traditionsgemäß am Karfreitag ein Kruzifix in das Grab gelegt. Es wurde am Ostermontag wieder herausgeholt und in feierlicher Prozession zum Altar getragen. Ein Wandbehang mit der Darstellung der Bewahrung Noahs kleidet die Taufnische aus. Eine Taube, die einen Ölzweig zur Arche bringt, symbolisiert das Ende der Sintflut.

## Ausstattung

### Geläut
Das Geläut umfasst vier Glocken. Wenn in früheren Zeiten ein Lohnherr starb, so wurde an seinem Beerdigungstag in viertelstündigem Abstand geläutet.
- Die kleinste Glocke von 1503 wird Kleppglocke genannt; sie trägt die Inschrift: Regina bin ych genant. wan ych yo rope so komet to haupe MDIII. Früher hing sie im Giebel über dem Chor und wurde auch von da aus geläutet. Sie hat den Ton as″.
- Die größte Glocke wurde 1643 gegossen. Ihre Inschrift lautet: Anno 1643, johan schult zu Lorbrockhusen undt anthonius rochlohe, peter moller, johan Korte, anthonius Kellerhof provisores, pastores Johannes schubaeus et Johannes cunradus drautius custos. Die große Glocke erklingt in f′.
- Die beiden anderen Glocken wurden im Zweiten Weltkrieg zu Rüstungszwecken eingeschmolzen. Die Glockengießerei Rincker aus Sinn lieferte später zwei neue Glocken. Die kleinere ist mit der Inschrift: 1Kor 13,13 Glaube-Hoffnung-Liebe versehen und erklingt in b′. Die andere zeigt die Inschrift: Psalm 46,2 Gott ist unsere Zuversicht und Stärke und hat den Ton as′.

### Sonstige Ausstattung
- Das barock gehaltene Gestühl zeigt die Jahreszahlen 1681, 1692 und 1704; es ist teilweise durch Füllungen gegliedert.[10]
- Die Holztür der Sakramentsnische ist mit Füllungen ausgestattet, der Überbau ist der Rest eines gotischen Sakramentshäuschen aus dem 14. Jahrhundert.
- Die Kanzel aus der Zeit um 1670, in barocker Ausführung, ist in ihrer künstlerischen Ausführung der Kanzel in Bad Sassendorf ähnlich; allerdings besitzt sie keinen bemalten Treppenaufgang und keinen Schalldeckel. Der Kanzelkorb ist in fünf Felder unterteilt und zeigt in den Füllungen Tafelbilder mit den Darstellungen der vier Evangelisten und ihrer Symbole. Der Kanzelfuß steht auf einer romanischen Basis mit Säulen aus der Zeit um 1150.[13]
- Das ehemalige Altarbild mit der Darstellung des Heiligen Abendmahles hängt im südlichen Schiff an der Westwand. Es gehörte zu einem Barockaltar, der 1814 vom Kloster Paradiese nach Lohne gebracht wurde. Danach wurde der Altar in das Landesmuseum nach Münster geschafft und dort im Zweiten Weltkrieg zerstört. Die Blattornamente im Rahmen des Bildes sind bemerkenswert.
- Von dem Barockaltar sind noch zwei geschnitzte Figuren der Apostel Petrus und Paulus erhalten. Sie wurden 1996 nach umfangreicher Restaurierung im Chorraum aufgestellt.[13]
- Der Opferstock wurde im 16. Jahrhundert aus Eichenbrettern gebaut. Der Korpus ist in fünf Seiten eines Achteckes gehalten.
- Der Kruzifixus von 1928 ist eine Arbeit von Fritz Viegener aus Soest.
- Das Taufbecken wurde im 18. Jahrhundert in Kelchform angefertigt. Der Fuß ist mit Ranken und Weinblättern geschmückt.
- Unter den Paramenten ist eine Brautkrone aus verblichener roter Seide bemerkenswert. Die Silberstickerei ist umfangreich mit Perlen gearbeitet. Der zugehörige Haarpfeil zum Befestigen ist erhalten.
- Im Kirchenschatz befinden sich unter anderem drei Kelche aus dem 17. Jahrhundert. Die Gravuren weisen auf die Pfarrer oder Pantelgon (Pantaleon) hin. Die Hostiendose von 1696 trägt die Inschrift Hans Jacob Blum, 1696.
- Die Tür zur Sakristei wurde im 17. Jahrhundert aus Eichenholz angefertigt. Die Beschläge aus Schmiedeeisen sind beachtenswert.

## Orgel
Die Orgel auf der Empore wurde 1906 von der Orgelbaufirma Walcker mit einer pneumatischen Register- und Spieltraktur aufgebaut. 1950 wurde das Instrument durch die Erbauerfirma umdisponiert; 1978 wurde es mit elektrischen Trakturen und einem neuen Spieltisch ausgestattet. Im Jahr 2000 wurde die Orgel durch den Orgelbauer Stockmann (Werl) restauriert und teilweise auf den Ursprungszustand zurückgeführt. Die Orgel hat 18 klingende Register auf zwei Manualen (Kegelladen) und Pedal (Taschenladen). Die Trakturen sind elektro-pneumatisch.
| I Hauptwerk C–g3 |       |
| Bordun           | 16′   |
| Prinzipal        | 8′    |
| Salizional       | 8′    |
| Viola di Gamba   | 8′    |
| Flöte            | 8′    |
| Oktave           | 4′    |
| Rohrflöte        | 4′    |
| Mixtur           | 2 ⁄3′ |
| Trompete         | 8′    |

| II Schwellwerk C–g3 |    |
| Lieblich Gedeckt    | 8′ |
| Geigenprinzipal     | 8′ |
| Aeoline             | 8′ |
| Voix céleste        | 8′ |
| Flauto dolce        | 4′ |
| Cornett III-IV      | 8′ |

| Pedalwerk C–f1 |     |
| Violonbass     | 16′ |
| Subbass        | 16′ |
| Oktavbass      | 8′  |

- Koppeln: I/I (Superoktavkoppel), II/I, I/P, II/P

## Maßnahmen des Fördervereins
„Die Wiederherstellung und Aufstellung der Apostelfiguren Petrus und Paulus in der Lohner Kirche, die Erneuerung der Turmhelms und die Restaurierung des Kirchendaches der Kirche in Bad Sassendorf, diverse Erhaltensaufwendungen zur Beseitigung bzw. Sanierung von Mauerwerksschäden an den Langhäusern und Türmen beider Kirchen, Reparatur- und Wartungsarbeiten an den Orgeln in beiden Kirchen, … das Freilegen der beiden Säulen in der Bad Sassendorfer Kirche, die Feuerschutzmaßnahmen im Lohner Kirchturm, die Sanierung der Fenster-Maßwerke an der Bad Sassendorfer Kirche, der Innenanstrich und die Erneuerung der Elektroinstallation in der Bad Sassendorfer Kirche, die weitere Überholung der Glockenanlagen in Lohne und Bad Sassendorf, die Anschaffung von Kerzenhalterungen an den Bankreihen der Kirche in Lohne, der Anbau von Dachrinnen am Lohner Kirchturm, die Restaurierung der Turmuhren am Lohner Kirchturm“.